# Academia Mexicana de Ciencias
La Academia Mexicana de Ciencias es una academia de ciencias de México, fundada el 12 de agosto de 1959 como Academia de la Investigación Científica. Adoptó su nombre actual en 1996. Es la principal entidad consultora en México en aspectos de ciencia y tecnología. Al momento de su fundación contaba con 54 miembros, la mayoría de los cuales formaban parte de la Universidad Nacional Autónoma de México, en marzo de 2019 eran 2832 miembros regulares y 113 miembros correspondientes, entre ellos doce Premios Nobel.

## Objetivos
Según su estatuto, sus objetivos son:
- Promover el diálogo entre la comunidad científica nacional e internacional
- Orientar al Estado Mexicano y a la sociedad civil en los ámbitos de la ciencia y la tecnología
- La producción de conocimiento y su orientación hacia la solución de los problemas que atañen al país
- Fomentar el desarrollo de la investigación científica en diferentes sectores de la población
- Buscar el reconocimiento nacional e internacional de los científicos mexicanos
- Contribuir a la construcción de una sociedad moderna, equitativa y justa

## Membresía

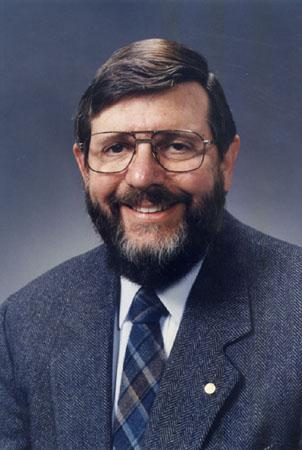
William Daniel Phillips, ganador del premio Nobel de Física en 1997, es miembro correspondiente de la Academia Mexicana de Ciencias desde marzo de 2017

Cada año, la academia emite una convocatoria para la incorporación de científicos que trabajen en instituciones de México y que deseen ser parte de dicha institución. Para solicitar la membresía no es requisito tener la nacionalidad mexicana. A los aspirantes se les solicita que envíen su historial productivo y académico, así como sus aportaciones científicas, para que puedan ser evaluadas por los miembros permanentes.
Sus integrantes se dividen en miembros regulares, titulares, honorarios y correspondientes, agrupados por secciones según su especialidad. Para formar parte de la primera categoría es indispensable que los investigadores sean activos, cuenten con reconocimiento en su especialidad y trabajen la mayor parte del tiempo en México. A marzo de 2017, once personas que han ganado el Premio Nobel han formado parte de la institución.

### Presidentes

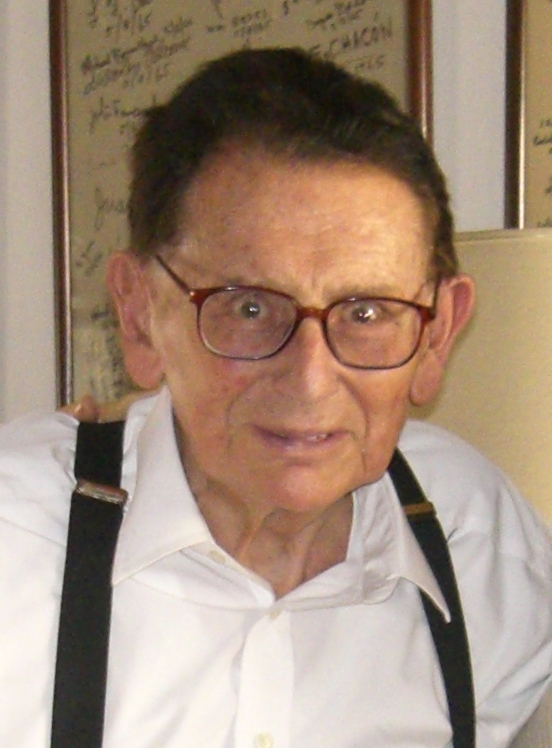
Marcos Moshinsky fue presidente de la Academia de Investigación Científica entre 1962 y 1963

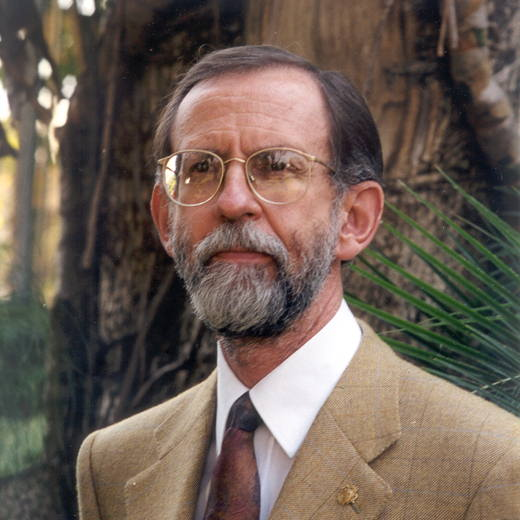
Francisco Bolívar Zapata presidió la institución entre 1998 y 1999

Hasta 2017, sus presidentes fueron:
| Período   | Presidente                      |
| --------- | ------------------------------- |
| 1959–1960 | Alberto Sandoval Landazuri      |
| 1962–1963 | Marcos Moshinsky Borodiansky    |
| 1965–1966 | Marcos Mazari Menzer            |
| 1966–1967 | Guillermo Soberón Acevedo       |
| 1967–1968 | Fernando Alba Andrade           |
| 1970–1971 | Ismael Herrera Revilla          |
| 1971–1972 | Raúl Ondarza Vidaurreta         |
| 1972–1973 | José Luis Mateos Gómez          |
| 1973–1974 | Alonso Fernández González       |
| 1974–1975 | Carlos Gual Castro              |
| 1975–1976 | Agustín Ayala Castañares        |
| 1976–1977 | Jorge Flores Valdés             |
| 1977–1979 | Guillermo Carvajal Sandoval     |
| 1979–1981 | Daniel Reséndiz Núñez           |
| 1981–1983 | Pablo Rudomín Zevnovaty         |
| 1983–1985 | José Sarukhán Kermez            |
| 1985–1987 | Adolfo Martínez Palomo          |
| 1988–1989 | Fernando del Río Haza           |
| 1990–1991 | Hugo Aréchiga Urtuzuástegui     |
| 1992–1993 | Antonio Peña Díaz               |
| 1994–1995 | Mauricio Fortes Besprosvani     |
| 1996–1997 | Juan Ramón de la Fuente Ramírez |
| 1998–1999 | Francisco Bolívar Zapata        |
| 2000–2001 | René Raúl Drucker Colín         |
| 2002–2003 | José Antonio de la Peña Mena    |
| 2004–2005 | Octavio Paredes López           |
| 2006-2007 | Juan Pedro Laclette San Román   |
| 2008-2009 | Rosaura Ruiz Gutiérrez          |
| 2010-2012 | Arturo Menchaca Rocha           |
| 2013-2014 | José Franco López               |
| 2014-2017 | Jaime Urrutia Fucugauchi        |
| 2017-2020 | José Luis Morán López           |
| 2020-2023 | Estela Susana Lizano Soberón    |

## RevistaCiencia
En 1979 se hizo cargo de una revista de divulgación científica de periodicidad trimestral llamada Ciencia, que el Patronato de Ciencias de México publicó entre 1940 y 1975, bajo el ISSN 0185-0806, y que constó de 29 volúmenes. La misma volvió a publicarse en 1980, bajo el ISSN 0185-075X, y se la conoció como Ciencia: Academia de la Investigación Científica. Constó de 33 volúmenes y se publicó hasta 1996, cuando fue renombrada a Ciencia: Revista de la Academia Mexicana de Ciencias y su ISSN cambió a 1405-6550.

## Premios y distinciones
La academia otorga, en conjunto o en solitario, varios premios y distinciones. Entre ellos se encuentran los siguientes:
| Premio                                                                                     | Área                                                             | Convocante | Dirigido a |
| ------------------------------------------------------------------------------------------ | ---------------------------------------------------------------- | --- | --- |
| Concurso Vive conCiencia                                                                   | Aportaciones científicas, investigación y desarrollo tecnológico | Academia Mexicana de Ciencias, Consejo Nacional de Ciencia y Tecnología, Red Nacional de Consejos y Organismos Estatales de Ciencia y Tecnología, Comisión de Ciencia y Tecnología del Senado de la República y el Foro Consultivo Científico y Tecnológico                                                                             | Estudiantes de licenciatura o su equivalente                                                                                       |
| Premio de Investigación para científicos jóvenes                                           | Aportaciones científicas, investigación y desarrollo tecnológico | Academia Mexicana de Ciencias | Científicos que hayan realizado investigación en México y que no hayan cumplido 40 años, si son hombres, o 43 años, si son mujeres |
| Premios Weizmann                                                                           | Aportaciones científicas, investigación y desarrollo tecnológico | Academia Mexicana de Ciencias y Asociación Mexicana de Amigos del Instituto Weizmann de Ciencias | Participan tesis doctorales de personas cuya edad no supere los 35 años, si son hombres, o 38 años, si son mujeres                 |
| Premios de la academia a las mejores tesis de doctorado en ciencias sociales y humanidades | Ciencias Sociales                                                | Academia Mexicana de Ciencias, Universidad Nacional Autónoma de México, Universidad Autónoma Metropolitana, El Colegio de México, Centro de Investigación y Docencia Económicas, Instituto de Investigaciones Dr. José María Luis Mora, Centro de Investigación y de Estudios Avanzados e Instituto Nacional de Antropología e Historia | Doctores en ciencias sociales y humanidades cuya edad no supere los 38 años, si son hombres, o 40 años, si son mujeres             |
| Premio Nacional Juvenil del Agua                                                           | Medio ambiente y recursos naturales                              | Academia Mexicana de Ciencias y Embajada de Suecia | Estudiantes secundarios de entre 15 y 20 años                                                                                      |
| Premio Nacional de Periodismo y Divulgación Científica                                     | Periodismo y divulgación científica                              | Academia Mexicana de Ciencias, Consejo Nacional de Ciencia y Tecnología, Foro Consultivo Científico y Tecnológico, Sociedad Mexicana para la Divulgación de la Ciencia y la Técnica, Sistema de Centros Públicos de Investigación, Consejos y Organismos Estatales de Ciencia y Tecnología                                              | Periodistas y divulgadores, mexicanos o extranjeros                                                                                |

Aparte de ello, es la responsable de otorgar la Beca para Mujeres en la Ciencia L'Oréal-UNESCO-AMC.

## Actividades y programas
Algunas de las actividades y programas que organiza habitualmente son Verano de la investigación científica, Ciencia en tu escuela¸ el programa Domingos en la ciencia, las Conferencias Nobel, la Olimpiada Nacional de Química, la Olimpiada Mexicana de Geografía, la Olimpiada Mexicana de Historia y la Olimpiada Nacional de Biología.